# Will Hughes
William James "Will" Hughes, född 7 april 1995, är en engelsk fotbollsspelare som spelar som mittfältare för Premier League-klubben Crystal Palace. 

## Klubbkarriär
Den 24 juni 2017 värvades Hughes av Watford, där han skrev på ett femårskontrakt. Den 28 augusti 2021 värvades Hughes av Crystal Palace, där han skrev på ett treårskontrakt.

## Landslagskarriär
Den 13 november 2012 gjorde Hughes sin debut för Englands U21-landslag i en vänskapsmatch mot Nordirlands U21-landslag. Hughes blev inbytt i den 65:e minuten mot Josh McEachran och blev den näst yngsta spelaren som spelat för Englands U21-landslag, endast slagen av Theo Walcott. 

## Meriter

### Individuella
- Football League Young Player of the Month – November 2012
- Derby County Scholar of the Year – 2012